# Gornje Zagorje
Gornje Zagorje is een plaats in de gemeente Ogulin in de Kroatische provincie Karlovac. De plaats telt 325 inwoners (2001).